# Serra Llarga (Sant Pere de Vilamajor)
La Serra Llarga és una serra situada al municipi de Sant Pere de Vilamajor a la comarca del Vallès Oriental, amb una elevació màxima de 468 metres.